# Gens Albia
Die gens Albia war eine vornehme plebeische Familie (gens), erst ritterlichen und später senatorischen Ranges, die das Gentilnomen Albius trug und ab dem 1. Jahrhundert v. Chr. verstärkt in Erscheinung trat. Ihr Name leitet sich vom Cognomen Albus ab, welches „weiß“ bedeutet. Die Familie kam wahrscheinlich in Rom selbst zu größerer Bedeutung, ist aber vermutlich samnitischer Herkunft. Eine Seitenlinie ließ sich in Ephesos nieder.
Bedeutendster Vertreter – und die einzige Person aus ihren Reihen, für welche sich ein Amt im cursus honorum sicher nachweisen lässt – war Lucius Albius Pullaienus Pollio, welcher im Jahr 90 Suffektkonsul und vermutlich 104/5 Statthalter der Provinz Asia war.

## Mitglieder
- Albia Terentia, Mutter des Kaisers Otho, 1. Jahrhundert
- Albius Sabinus, Miterbe Ciceros 45 v. Chr.
- Albius Severus, römischer Offizier, 3. Jahrhundert
- Albius Tibbulus, der Dichter Tibbul, 1. Jahrhundert v. Chr.
- Lucius Albius Pullaienus Pollio, römischer Suffektkonsul 90
- Publius Albius, wahrscheinlich Quästor in Asia 120 v. Chr.[5]
- Statius Albius Oppianicus, berüchtigter Giftmischer, Beschuldigter in Ciceros Rede pro A. Cluentio

## Weitere Namensträger
- Aulus Albius, römischer Toreut oder Händler (Kaiserzeit)
- Gaius Albius aus Cales, Soldat unter Scipio, wegen Meuterei 206 v. Chr. hingerichtet
- Gaius Memmius Fidus Iulius Albius, römischer Konsul 191 oder 192